# Bão Soulik (2013)
Bão Soulik  (Philippines đặt tên là bão Bão Huaning) là một xoáy thuận nhiệt đới mạnh và là siêu bão đầu tiên của mùa bão tây bắc Thái Bình Dương năm 2013. Nó đã gây ra thiệt hại trên diện rộng ở Đài Loan và miền đông Trung Quốc vào tháng 7 năm 2013. Cơn bão bắt nguồn từ một vùng áp thấp về phía đông bắc đảo Guam vào ngày 6 tháng 7 rồi nhanh chóng phát triển thành áp thấp nhiệt đới vào ngày 7 tháng 7. Chủ yếu di chuyển về phía tây, áp thấp nhanh chóng mạnh lên từ ngày 8 tháng 7 và đạt cường độ mạnh nhất vào ngày 10 tháng 7. Lúc này sức gió đạt 185 km/h (115 mph) và áp suất khí quyển ở mức 925 mbar (hPa; 27.32 inHg). Bão Soulik sau đó đổ bộ vào phía bắc Đài Loan vào ngày 12 tháng 7 trước khi suy yếu thành bão nhiệt đới. Xuất hiện trong một thời gian ngắn trên eo biển Đài Loan, cơn bão di chuyển vào bờ lần thứ hai ở Phúc Kiến vào ngày 13 tháng 7. Nó được ghi nhận lần cuối dưới dạng áp thấp nhiệt đới vào ngày 14 tháng 7.
Bão Soulik gây gió giật tới 220 km/h (140 mph) và mưa lớn ở Đài Loan. Nhiều cây cối và đường dây tải điện bị gãy đổ, làm khoảng 800,000 người không có điện. Lũ lụt nghiêm trọng buộc hàng ngàn người phải sơ tán. Bốn người chết và 123 người bị thương. Thiệt hại về nông nghiệp lên đến 1,27 triệu tân Đài tệ (42,55 triệu đô la Mỹ). Ở miền đông Trung Quốc, hơn 162 triệu người chịu ảnh hưởng của cơn bão. Mưa lớn và gió bão gây thiệt hại trên diện rộng và gây thiệt mạng cho 3 người ở Quảng Đông và 2 người ở Chiết Giang. Hơn 2.000 ngôi nhà bị phá hủy và tổng thiệt hại lên đến 2,51 tỉ nhân dân tệ (408 triệu đô la Mỹ).

## Công tác chuẩn bị

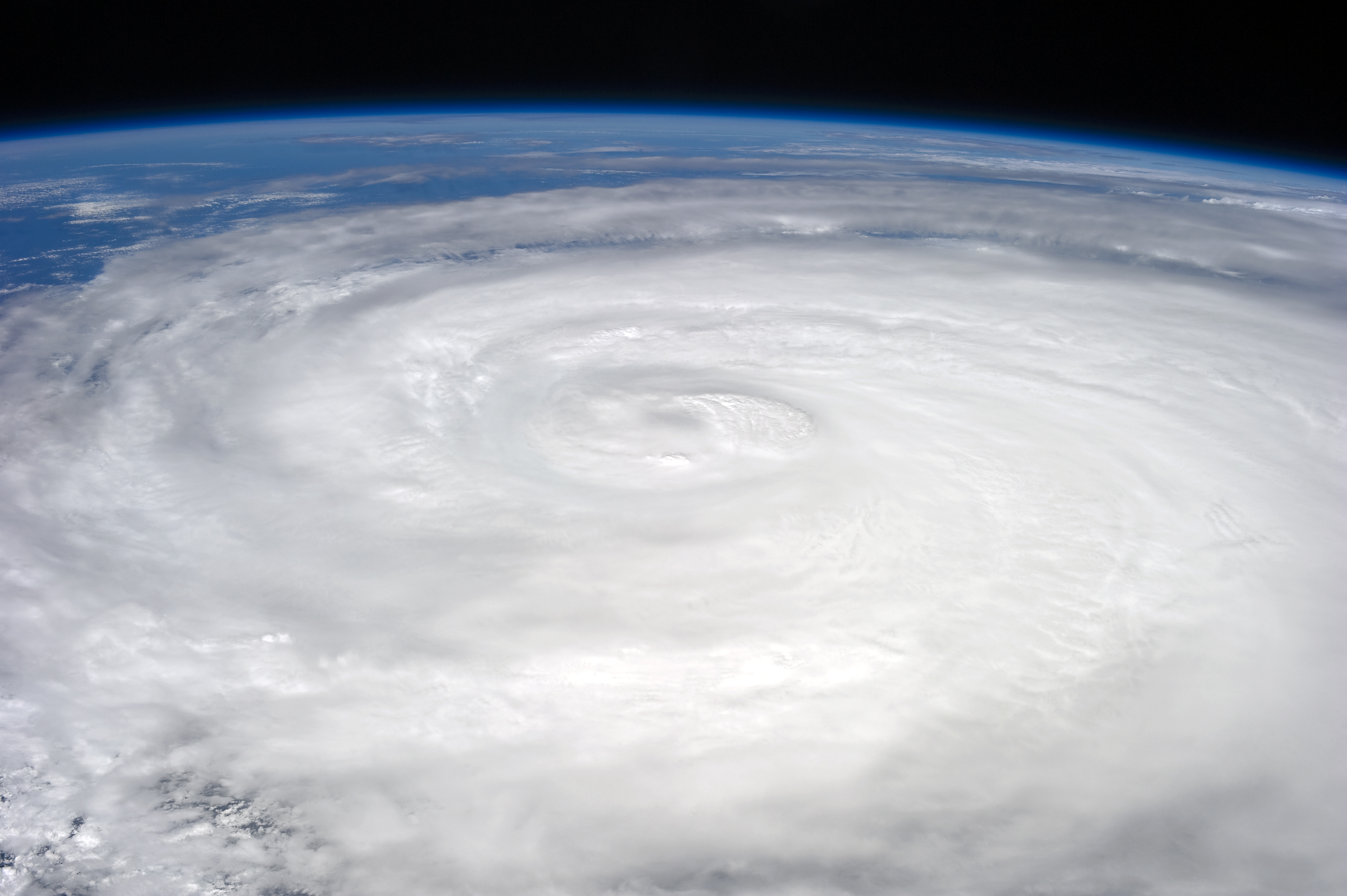
Bão Soulik nhìn từ Trạm vũ trụ Quốc tế vào ngày 11 tháng 7

### Nhật Bản
Vài giờ sau khi công bố Soulik là một cơn bão nhiệt đới, Cơ quan Khí tượng Nhật Bản lưu ý rằng quần đảo Ryukyu nằm trong đường đi của cơn bão. Đến ngày 10 tháng 7, quần đảo Daitō được dự báo là sẽ có gió mạnh 55 km/h (34 mph) khi cơn bão di chuyển về phía nam. Do quy mô lớn của cơn bão, các khu vực phía bắc như quần đảo Amami được dự báo là vẫn sẽ thấy được ảnh hưởng của bảo. Bắt đầu từ tối ngày 10 tháng 7 và tiếp tục đến ngày 12 tháng 7, các bến phà ở các đảo phía nam ngừng hoạt động và các tàu chở hàng được khuyến cáo đi theo lộ trình khác. Nông dân trên đảo Miyako-jima được khuyến cáo nên thu hoạch vụ xoài trước khi cơn bão đổ bộ. Ngày 12 tháng 7, tất cả những chuyến bay đến và đi từ sân bay Ishigaki và sân bay Miyako đều bị hủy bỏ.

### Đài Loan
Tại Đài Loan, hơn 8.000 người được sơ tán khỏi các vùng đồi núi do mối đe dọa về sạt lở đất. 3.000 dân cư được sơ tán khỏi thành phố Cao Hùng, 2.000 người khác cũng được sơ tán khỏi thành phố Bình Đông. Cục Thời tiết Trung ương Đài Loan đã đưa ra "Tin tức Bão và Cảnh báo Bão".

### Philippines
Mặc dù được dự báo là sẽ không ảnh hưởng tới Philippines, nhưng cơn bão sẽ làm tăng cường gió mùa tây nam ở các khu vực phía tây từ ngày 10 tháng 7. PAGASA đưa ra cảnh báo bão ở tỉnh Batanes, phía bắc đảo Luzon và dự báo sức gió 45 đến 60 km/h (28 đến 37 mph). Ngư dân ở miền duyên hải phía bắc và phía đông được khuyến cáo tránh ra khơi do biển động. Ngày 12 tháng 7, cảnh báo bão ở Batanes được nâng lên mức 2 do sức gió được dự báo sẽ đạt 61 đến 100 km/h (38 đến 62 mph) khi cơn bão lướt qua khu vực này. Thêm vào đó, Calayan và quần đảo Babuyan cũng được cảnh báo bão mức 1. Sau khi cơn bão đổ bộ vào Đài Loan, cảnh báo này được hủy bỏ cho toàn bộ các khu vự vào sáng ngày 13 tháng 7.

### Trung Quốc đại lục
Ngày 11 tháng 7, hầu hết miền đông Trung Quốc được đặt ở mức báo động vàng, mức thứ hai của hệ thống báo động gồm bốn mức, còn Phúc Kiến được đặt ở mức báo động cam, mức cao thứ hai. Dân cư ở Phúc Kiến, Giang Tây và Chiết Giang được khuyến cáo chuẩn bị cho mưa lớn có khả năng gây ra lũ lụt và sạt lở đất. Ở Phúc Kiến, hơn 304,000 người được sơ tán trước khi bão Soulik đổ bộ. Giao thông công cộng bị đình chỉ ở một số khu vực, 142 chuyến bay từ sân bay quốc tế Trường Lạc Phúc Châu bị hủy bỏ. Thêm vào đó, khoảng 5.500 quân đã được điều tới 18 quận ở Phúc Kiến để hỗ trợ công tác cứu nạn.

## Ảnh hưởng

### Nhật Bản
Lướt qua phía nam quần đảo Ryukyu, bão Soulik gây gió mạnh cho một số nơi vào ngày 13 tháng 7 với vận tốc cao nhất là 217 km/h (135 mph) tại Yonaguni, Okinawa. Gió bão làm gãy đổ nhiều cây cối và đường dây tải điện, gây ra tình trạng mất điện cho khoảng 16.100 hộ gia đình. Mùa màng cũng chịu thiệt hại đáng kể, lên đến 484 triệu yên (4,87 triệu đô la Mỹ), hầu hết là với mía. Có tổng cộng 11 người bị thương. Lượng mưa cao nhất đạt 194 mm (7,6 in) tại Ishigaki.

### Đài Loan

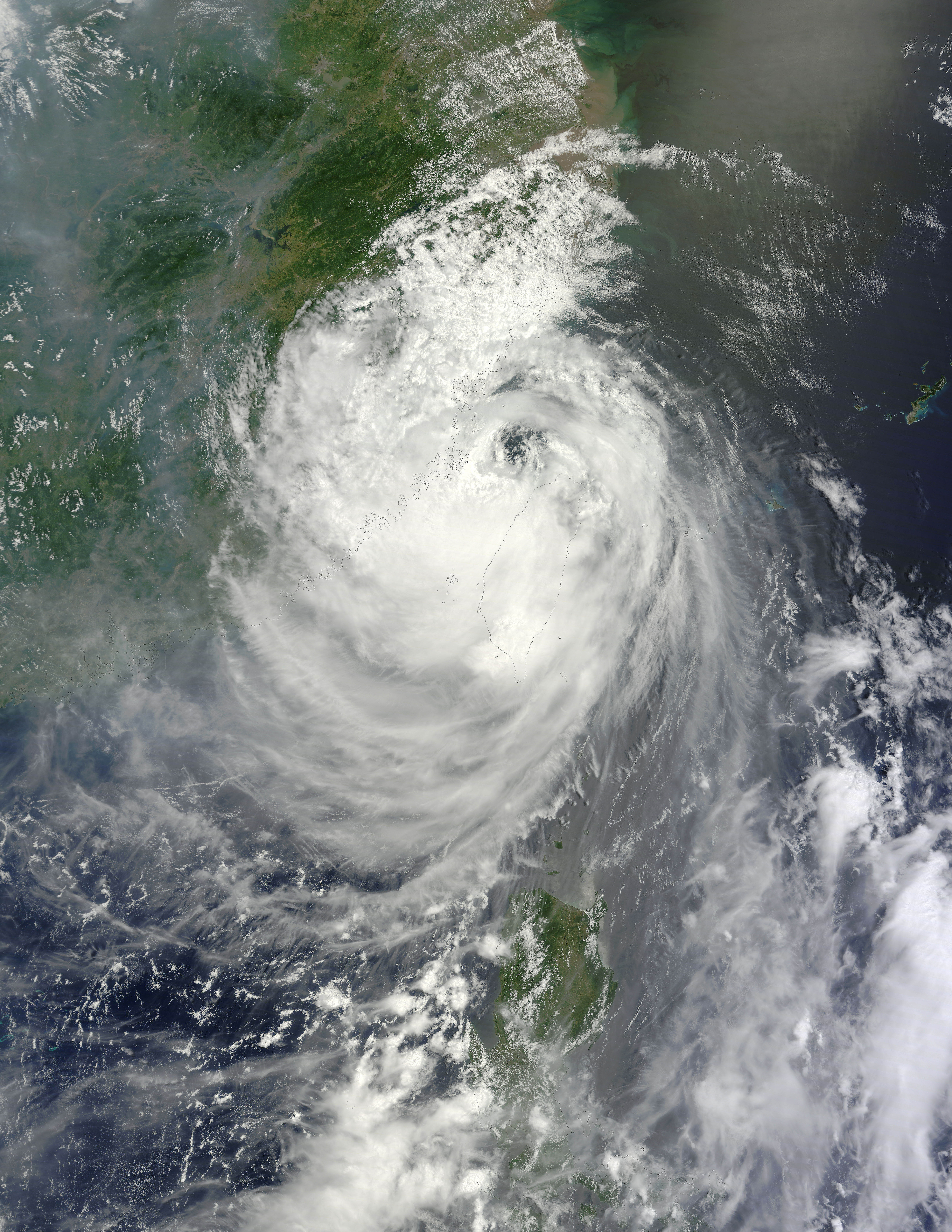
Bão Soulik trên eo biển Đài Loan vào ngày 13 tháng 7

Theo Cục Thời tiết Trung ương, bão Soulik đổ bộ vào Đài Loan với sức gió 190 km/h (120 mph), giật 220 km/h (140 mph). Ở Đài Bắc, gió bão mạnh tới 120 km/h (75 mph) đã thổi bay mái nhà, làm gãy đổ đường dây tải điện, bật gốc 1.000 cây cối. Tại đỉnh điểm của cơn bão, khoảng 800,000 dân cư không có điện. Mưa lớn đạt đến 900 mm (35 in). Lũ quét và sạt lở đất gây thiệt hại trên diện rộng và buộc hàng nghìn người phải sơ tán. Tại Phố Lý, Nam Đầu, chín người được cứu thoát khỏi nhà của mình sau khi khu vực bị ngập lụt.
Tại thành phố ven biển Cơ Long, đường sá bị ngập trong 30 cm (0,98 ft) nước biển. Các khu vực thấp trũng dọc sông cũng bị ngập lụt và một thị trấn đã buộc phải sơ tán. 123 người bị thương và 4 người đã thiệt mạng.
Ngành nông nghiệp chịu nhiều thiệt hại đáng kể, lên tới 1,27 triệu tân Đài tệ (42,55 triệu đô la Mỹ), trong số đó thiệt hại về mùa màng chiếm đến 1,12 triệu tân Đài tệ (37,53 triệu đô la Mỹ). Lúa, chuối, lê, ổi và tre là những cây trồng chịu thiệt hại nặng nhất. Tổng cộng 457 ngôi trường bị hư hại, thiệt hại lên đến 46,3 triệu tân Đài tệ (1,5 triệu đô la Mỹ).
Ngay sau cơn bão, các công ty điện lực đã huy động khoảng 1.600 nhân lực để phục hồi những đường dây tải điện bị phá hủy. Điện được phục hồi hoàn toàn vào ngày 15 tháng 7.

### Trung Quốc đại lục
Vùng ven biển Phúc Kiến bị tấn công bởi gió bão và những đợt sóng cao tới 10 m (33 ft). Tại Ninh Đức, gió mạnh phá hủy các biển hiệu và làm cây cối bật gốc. Thống kê sơ bộ cho thấy 72 triệu người chịu ảnh hưởng của cơn bão, hơn một nửa trong số đó tạm thời bị mất nhà cửa. Có ít nhất 990 ngôi nhà đã sụp đổ và thiệt hại kinh tế trực tiếp lên đến 1,744 tỷ nhân dân tệ (284,2 triệu đô la Mỹ). Tuy nhiên không có người nào thiệt mạng.
Tại Ôn Châu, Chiết Giang, 410.000 người chịu ảnh hưởng của cơn bão và thiệt hại về kinh tế lên đến 212 triệu nhân dân tệ (34,58 triệu đô la Mỹ).
Cơn bão cũng gây mưa lớn ở Quảng Đông, nhiều nơi đạt 100 đến 250 mm (3,9 đến 9,8 in). Điều này dẫn đến lũ lụt ở nhiều khu vực và gây ảnh hướng tới 38,2 triệu người. Có khoảng 2 triệu người buộc phải sơ tán. Mực nước Sông Hàn đạt 43,68 m (143,3 ft), cao hơn 1,68 m (5,5 ft) so với mức lũ với lưu lượng lên đến 5,230 m³ (18,400 ft3) một giây. Ít nhất ba người thiệt mạng và 1,076 ngôi nhà bị phá hủy, thiệt hại lên đến 350 triệu nhân dân tệ (57 triệu đô la Mỹ).
Tại Giang Tây, mưa lớn đạt mức cao nhất 354,3 mm (13,95 in) và trung bình là 26,8 mm (1,06 in) trên phạm vi toàn tỉnh. Hai người thiệt mạng và một người mất tích. Ước tính có khoảng 35.84 triệu người chịu ảnh hưởng trực tiếp ở Giang Tây, trong đó 6,159 người bị mất nhà cửa, tổng thiệt hại lên đến 353 triệu nhân dân tệ (57,5 triệu đô la Mỹ).
Về phía bắc, ở Thanh Đảo, Sơn Đông, rất nhiều tảo biển bị đánh dạt vào bờ do ảnh hưởng của cơn bão.